# Campyloneurum brevifolium
Campyloneurum brevifolium là một loài thực vật có mạch trong họ Polypodiaceae. Loài này được (Lodd. ex Link) Link miêu tả khoa học đầu tiên năm 1841.